# Mississippium
| ❮ | System      | Subsystem     | Serie                   | Stufe        | ≈ Alter (mya) |
| - | ----------- | ------------- | ----------------------- | ------------ | ------------- |
| ❮ | später      | später        | später                  | später       | jünger        |
| ❮ | K a r b o n | Pennsylvanium | Oberes Pennsylvanium    | Gzhelium     | 298,9 ⬍ 303,7 |
| ❮ | K a r b o n | Pennsylvanium | Oberes Pennsylvanium    | Kasimovium   | 303,7 ⬍ 307   |
| ❮ | K a r b o n | Pennsylvanium | Mittleres Pennsylvanium | Moskovium    | 307 ⬍ 315,2   |
| ❮ | K a r b o n | Pennsylvanium | Unteres Pennsylvanium   | Bashkirium   | 315,2 ⬍ 323,2 |
| ❮ | K a r b o n | Mississippium | Oberes Mississippium    | Serpukhovium | 323,2 ⬍ 330,9 |
| ❮ | K a r b o n | Mississippium | Mittleres Mississippium | Viséum       | 330,9 ⬍ 346,7 |
| ❮ | K a r b o n | Mississippium | Unteres Mississippium   | Tournaisium  | 346,7 ⬍ 358,9 |
| ❮ | früher      | früher        | früher                  | früher       | älter         |

Das Mississippium (früher auch Unterkarbon) ist in der Erdgeschichte ein chronostratigraphisches Subsystem des Karbon. Es begann geochronologisch vor etwa 358.9 Millionen Jahren und endete vor etwa 323.2 Millionen Jahren. Es folgt auf die Oberdevon-Serie und wird vom Pennsylvanium-Subsystem des Karbon überlagert.

## Namensgebung und Geschichte
Der Name Mississippium wurde 1869 vom amerikanischen Geologen Alexander Winchell vorgeschlagen und nach dem Mississippi benannt. Er umfasst in Amerika Schichten von Kalkstein, 1891 wurde das Mississippium von H. S. Williams den kohlereichen Schichten des Pennsylvaniums gegenübergestellt. Diese Einteilung ist jedoch nicht identisch mit der früheren Unterteilung des Karbon in Europa. 2004 wurde es von der International Commission on Stratigraphy (ICS) und der International Union of Geological Sciences (IUGS) als Subsystem des Karbon ratifiziert.

## Definition und GSSP
Der Beginn des Mississippium (und des Karbon) ist durch das Erstauftreten der Conodonten-Art Siphonodella sulcata innerhalb der Entwicklungslinie von Siphonodella praesulcata zu Siphonodella sulcata definiert. Die Serie endet zum Zeitpunkt des Erstauftretens der Conodonten-Art Declinognathodus nodiliferus. Der GSSP (offizielles Referenzprofil der Internationalen Kommission für Stratigraphie) des Mississippium (und des Tournaisium und des Karbon) ist das La Serre-Profil in der südöstlichen Montagne Noire (Frankreich). Es handelt sich um einen etwa 80 cm tiefen Schurf am Südabhang des Berges La Serre, ungefähr 125 m südlich des Gipfels (252 m), ungefähr 525 m östlich der Maison La Roquette, auf dem Gebiet des Ortes Cabrières, 2,5 km nordöstlich der Ortschaft Fontès (Département Hérault): 43° 33′ 19,8″ N, 3° 21′ 26,3″ O

## Untergliederung
Ursprünglich war das Mississippium in Amerika unterteilt in die regionalen Waverley und Tennessee-Stufen. In Anpassung an die internationale Stufengliederung wird es nun eingeteilt in drei Serien (Unter-, Mittel- und Obermississippium), die jeweils nur eine Stufe enthalten.
- System: Karbon (358.9–298.9 mya)
  - Subsystem: Pennsylvanium (früher Oberkarbon) (323.2–298.9 mya)
  - Subsystem: Mississippium (früher Unterkarbon) (358.9–323.2 mya)
    - Serie: Obermississippium (330.9–323.2 mya)
      - Stufe: Serpukhovium (330.9–323.2 mya)

    - Serie: Mittelmississippium (346.7–330.9 mya)
      - Stufe: Viséum (346.7–330.9 mya)

    - Serie: Untermississippium (358.9–346.7 mya)
      - Stufe: Tournaisium (358.9–346.7 mya)

## Regionale Gliederung
Das Karbon wurde früher in Europa in das Dinantium („Unterkarbon“) und Silesium („Oberkarbon“) unterteilt. Die frühere Grenzziehung Unterkarbon/Oberkarbon in Europa stimmt nicht mit der heutigen internationalen Grenzziehung überein. Auch die Obergrenze des Silesium stimmt nicht mit der heutigen internationalen Karbon-Perm-Grenze überein.

## Paläogeographie
Baltica (im Wesentlichen Europa) und Laurentia (im Wesentlichen Nordamerika) waren zu einem einzigen Kontinent Laurussia verschmolzen. Während des Mississippium driftete der Südkontinent Gondwana auf Laurussia zu und kollidierte im Pennsylvanium mit Laurussia.